# 大車前草
大車前草（学名：Plantago major）又名寬葉車前，是车前科車前屬的一種植物。這種植物原產於亞洲北部和歐洲，但現已遍佈全球。它在殖民時期被無意中帶到美洲。這種植物能夠在緊緻的土壤生長，包括從前築路時被夯實的泥土路，所以在英語又名"roadweed"，意思就是「路上的野草」。
寬葉車前是一種風媒植物，葉子搗碎後可以用來止血，可食用及入藥，但在美國被視為一種野草。

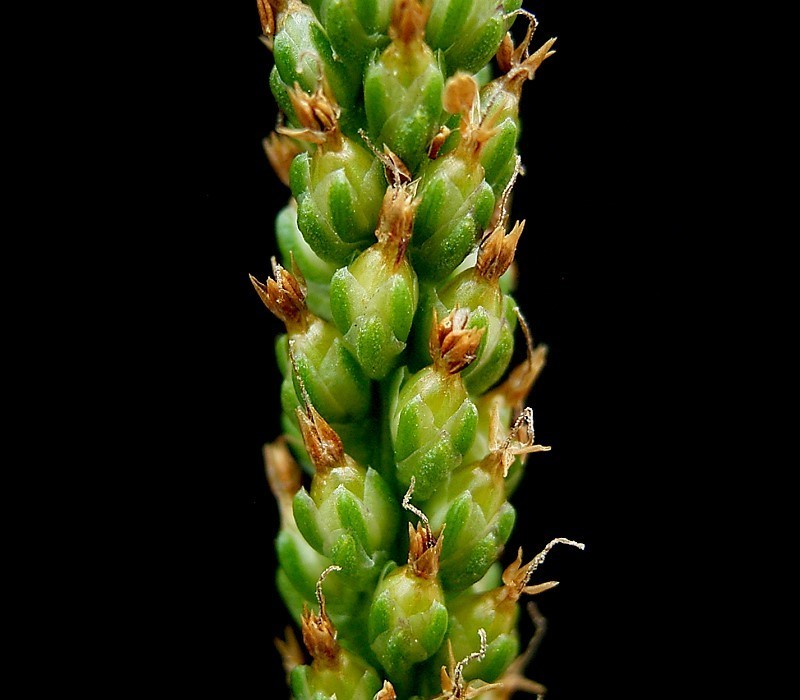
果實